# Ножино
Ножино (пол. Nożyno, нім. Groß Nossin) — село в Польщі, у гміні Чарна Домбрувка Битівського повіту Поморського воєводства.
Населення — 352 особи (2011).
У 1975-1998 роках село належало до Слупського воєводства.

## Демографія
Демографічна структура станом на 31 березня 2011 року:
|          | Загалом | Допрацездатний вік | Працездатний вік | Постпрацездатний вік |
| -------- | ------- | ------------------ | ---------------- | -------------------- |
| Чоловіки | 177     | 36                 | 127              | 14                   |
| Жінки    | 175     | 46                 | 96               | 33                   |
| Разом    | 352     | 82                 | 223              | 47                   |